# Talang Jaya Mulya
Talang Jaya Mulya is een bestuurslaag in het regentschap Banyuasin van de provincie Zuid-Sumatra, Indonesië. Talang Jaya Mulya telt 4170 inwoners (volkstelling 2010).